# Scratches
Scratches (дословно — «скребки», в русской локализации — «Шорох») — компьютерная игра в жанре хоррор-квеста от первого лица, разработанная аргентинской компанией Nucleosys и изданная Got Game Entertainment.
Игра написана на графическом движке Scream, который является собственностью «Nucleosys Digital Studio». Данный графический движок самодостаточен и не требует различных программных библиотек или видеокодеков. Музыка и звуковые эффекты были написаны специально для игры композитором, выступающим под псевдонимом Cellar of Rats (Подвал с крысами), который создал мелодии в стиле эмбиент для сцен в особняке, склепе, оранжерее и церкви.

## Игровой процесс
Scratches является игрой в жанре хоррор-квеста от первого лица, в которой игроку придётся управлять героем, исследующим поместье. Игрок имеет возможность свободно поворачивать камеру на 360 градусов, однако он не может свободно перемещать своего персонажа по игровому пространству, поскольку передвижение по локации реализовано при помощи щелчков мыши по активным зонам.

## Сюжет

### Предыстория
В игре рассказывается история особняка Блэквудов, расположенного в Англии на окраине городка Ротбери в графстве Нортумберленд.
До 1963 года особняк принадлежал инженеру Джеймсу Блэквуду и его жене. Но после того, как владелец дома был обвинен в убийстве своей жены и арестован, особняк перешёл во владение их семейного доктора Кристофера Милтона, который бесследно исчез в 1970 году.

### Основное действие
В 1976 году дом приобретает Майкл Артхейт — писатель романов-ужасов, который ищет уединения, чтобы работать над своей новой книгой. Приехав в дом, он получает звонок от своего друга Джерри Картера, чьё агентство помогло ему приобрести дом. Обследуя дом, Майкл постепенно узнаёт историю его предыдущих обитателей — Джеймса Блэквуда, его жены Кэтрин и их горничной Евы Мариани, по наводке которой Джеймса и обвинили в убийстве Кэтрин. По профессии Блэквуд был инженером, а его жена — учительницей. Также по своему хобби Джеймс Блэквуд был любителем и коллекционером предметов африканской культуры. Майкл узнает, что Джеймс Блэквуд ездил в командировку в Южную Африку для строительства моста. В этой поездке он встретил скрытное племя туземцев, которых обвиняли в кровавых жертвоприношениях, каннибализме и евгенических опытах. Блэквуд и его спутники стали свидетелями крайне жестокого и отвратительного обряда жертвоприношения, который включал в себя преклонение жертв перед некой маской. Эта маска вызвала сильное любопытство у Блэквуда, и он украл её и привез с собой в Англию вместе с многими другими африканскими произведениями искусства.
К концу дня Майкл узнаёт, что в результате неудачного стечения обстоятельств он будет вынужден провести свою первую ночь в особняке без электричества и свечей, полностью отрезанный от цивилизации. В первую же ночь он слышит какие-то шорохи. Майкл понимает, что они доносятся из каминов, которые расположены по всему особняку, и прослеживает их источник до подвала, в который не может спуститься из-за отсутствия источника света. На следующий день из-за грозы Майкл снова не может покинуть дом, но зато находит маску, украденную Блэквудом. Согласно оставшимся от Блэквуда письмам и дневнику, тот верил, что находится под действием проклятия, которое наложила маска. Вскоре Майкл находит чертежи дома и узнаёт, что на втором этаже есть комната, проход в которую почему-то замурован и заштукатурен. Пробравшись туда, он обнаруживает, что это была детская. По найденному свидетельству о рождении становится известно, что у Джеймса и Кэтрин был ребёнок, но его имя затерто. Надежды Майкла узнать личность ребёнка были разрушены, когда он находит газету со статьей, в которой говорится, что ребёнок умер вскоре после рождения.
Во вторую ночь Майкл снова слышит шорохи. Он прослеживает звук до подвала и затем до огромной печи отопления. Майкл залезает внутрь и пробирается по дымоходу до окошка, выходящего в некое подвальное помещение, где мельком замечает чей-то силуэт. У Майкла появляется подозрение, что он видел Джеймса Блэквуда, о чём он сообщает Джерри на следующий день. Однако Джерри говорит, что Блэквуд мёртв — через несколько дней после ареста он умер от сердечного приступа в тюрьме (хотя городские сплетни утверждают, что он покончил с собой). Тогда Майкл связывается с Уильямом Бейли, полицейским, который расследовал это дело. Тот рассказывает, что у Кэтрин Блэквуд было разорвано горло, и что в итоге дело было закрыто как из-за смерти Джеймса, так и из-за его адвокатов, которые не дали полиции провести какое-либо следствие на территории особняка. Майкл находит в семейном склепе тело Блэквуда, а также узнает имя умершего ребёнка (Робин), а затем выясняет, что все эти годы труп Кэтрин так и оставался закопанным в саду.
Из записок Блэквуда в фамильной часовне Майкл узнает, что в маске заключён первобытный злой дух, который туземцы удерживали внутри при помощи тотема. Также выясняется, что Джерри продал дом нелегально, поэтому Майкл должен покинуть дом, но перед своим отъездом он решает очистить маску и сооружает тотем. Однако после очищения он снова слышит шорох, доносящийся из камина. Осмотрев камин на первом этаже, Майкл обнаруживает потайной люк, ведущий в подвальную комнату, похожую на тюрьму. В тюрьме он находит игрушечного медвежонка с разорванным горлом и сырое мясо. В стене обнаруживается большая дыра, в которой Майкл замечает глаза, похожие на кошачьи, после чего из темноты на Майкла выпрыгивает чудовищно уродливый человек. Майкл убегает из комнаты и уезжает из особняка прочь. В эпилоге он сообщает, что хотя ему до сих пор снятся кошмары об этом доме, но в то же время эта история так повлияла на него, что он сумел написать поистине пугающие книги.
В режиссёрской версии игры имеется также альтернативный конец, в котором данная подвальная комната имеет другой вид: в ней нет ни медвежонка, ни мяса, ни дыры в стене. В углу комнаты лежит скелет и рядом с ним — предсмертная записка. Из записки Майкл узнаёт, что это скелет Джеймса Блэквуда, сошедшего с ума. Читая предсмертную записку, Майкл понимает, что из-за этого психа он и сам чуть не сошёл с ума, и решает уехать. Этот вариант, очевидно, не является каноничным.

### Последний визит
В режиссёрской версии игры также был добавлен дополнительный квест, называющийся «Последний визит», в котором рассказывается о событиях, произошедших после бегства Майкла.
Действие происходит, судя по всему, уже где-то в середине 2000-х годов. Дом Блэквудов готовят к сносу, но перед этим его посещает репортер Питер Бэнкс. Особняк пал жертвой вандализма: он разграблен, оставшаяся мебель опрокинута, а стены покрывают граффити и большая кроваво-красная надпись «Murderer» («Убийца») на стене гостиной. В поисках каких-либо следов журналист находит упаковку талидомида, обезболивающего лекарственного средства, которое вызвало многочисленные случаи дефектов внутриутробного развития плода во время беременности в 1950—1960 годах. В конце концов журналист обнаруживает проклятую маску, после чего на него набрасывается тот самый монстр, что когда-то напугал Майкла Артхейта. Репортер бежит от него, но, когда монстр вновь собирается атаковать, в дом приходит пожилой мужчина (вероятно, Кристофер Милтон). Тут и выясняется, что этот монстр — Робин Блэквуд, который на самом деле не умер при рождении. Когда Кэтрин и Джеймс обнаружили, что их сын родился уродом, то они предпочли его спрятать от всех в подвале их дома. Но Робин, помимо физического уродства, оказался ещё и олигофреном с немотивированной агрессией, и это он убил Кэтрин. Джеймс, не желая огласки, хотел тайно похоронить жену, но затея сорвалась, Джеймса арестовали, и лишь благодаря адвокатам, не пустившим полицию в дом, Робина никто не обнаружил. Милтон говорит, что хочет в последний раз увидеть Робина, потому что предчувствует свою смерть, и хочет попросить у него прощения. Робин набрасывается на Милтона, а репортёр тем временем спасается бегством.
В эпилоге Питер сообщает, что дом снесли, а маска исчезла. Добытые сведения ставят перед ним и игроком вопрос: действительно ли врождённое уродство Робина было проклятием маски и в Робина вселился её злой дух, или же он родился таким из-за того, что Кэтрин принимала талидомид?

## Выпуск игры
Scratches была выпущена 8 марта 2006 года в Северной Америке игровым издательством Got Game Entertainment, спустя короткое время были выпущены немецкая, итальянская, русская и греческая версии. Было объявлено также о разработке испанской локализации, однако она так и не была выпущена.
Также Nucleosys выпустили режиссёрскую версию игры, в которой была добавлена альтернативная концовка.

## Отзывы
| Сводный рейтинг | Сводный рейтинг |
| Агрегатор       | Оценка          |
| --------------- | --------------- |
| GameRankings    | 71,79 %         |